# 그와 그녀의 사정 (드라마)
《그와 그녀의 사정》(일본어: 彼と彼女の事情)은 TV 아사히 계열에서 1994년 4월 14일부터 7월 7일까지 방영된 텔레비전 드라마다.

## 개요
헤어진 부부와 그 후배들을 둘러싼 사람들의 사랑 이야기를 다룬 드라마이다.
코미디언인 이마다 코지의 첫 전국 4연속 드라마 연출이 되었으나, 시청률은 시종침체로 끝났다.

## 출연진
- 미즈타니 히로시: 토키토 사부로

근무하던 회사가 도산한 실업자.
- 츠루타 노보루: 야나기바 토시로

히로시의 대학 후배.
- 나카야마 마코토: 토요타 마호

스포츠 뉴스 캐스터.
- 이노우에 아키라: 이마다 코지

히로시와 노보루의 후배. 스포츠 뉴스의 이사.
- 타키가와 노리코: 츠츠이 마리코

카에데의 누나. 출판사 편집부원.
- 이노우에 카에데: 쿠로사와 아스카

아키라의 아내.
- 미즈타니 유지로: 이시바시 렌지

히로시의 아버지. 대중연극단의 단장.
- 에바라 히사시: 아베 히로시

전직 프로야구 선수. 스포츠 캐스터.
- 요코이 시오리: 미나미 카호

히로시의 전 아내. 프리 라이터.

## 주제가
- 〈LOVE〉

- 노래: T-BOLAN

## 제작진
- 각본: 요시모토 마사히로, 요시무라 유, 오카자키 유키코
- 제작: 오제키 아키라, 마츠모토 켄
- 연출: 마츠모토 켄, 아즈마 유이지, 나카시마 타케시, 타카도 신이치
- 협력: 히가시도리, 액스, TMC 키누타 스튜디오
- 제작·저작: TV 아사히

## 에피소드 제목
1. 아내의 로맨스 (妻のロマンス)
2. 다시 만난다면 (めぐり逢えたら)
3. 불륜 체질의 여자 (不倫体質の女)
4. 부부의 결정적 순간 (夫婦の決定的瞬間)
5. 남편의 눈앞에서... (夫の目の前で…)
6. 침묵의 내 아들 (沈黙のわが子)
7. 그대를 지키고 싶어! (君を守りたい！)
8. 가까운 진범 (身近な真犯人)
9. 복수를 시작하다 (復讐始まる)
10. 오늘 밤 죽입니다 (今夜殺します)
11. 제가 범인입니다! (私が犯人です！)
12. 결말 - 사랑이 있는 한 (結末・愛ある限り)